# 27 км (зупинний пункт, Львівська залізниця)
27 кілометр — пасажирський залізничний зупинний пункт Рівненської дирекції Львівської залізниці.
Розташований у селі Ізов, Устилузька міська громада, Волинської області на лінії Володимир — Лудин між станціями Устилуг (6 км) та Ізов (1 км).
Станом на лютий 2024 року щодня одна пара дизель-потягів прямує за напрямком Ковель-Пасажирський — Червоноград через Ізов.